# Tachardiella glomerella
Tachardiella glomerella är en insektsart som först beskrevs av Cockerell 1905.  Tachardiella glomerella ingår i släktet Tachardiella och familjen Kerriidae. Inga underarter finns listade i Catalogue of Life.